# Reinhard Gust
Reinhard Gust (n. 10 decembrie 1950, Rostock, RDG) este un canotor ce a reprezentat Republica Democrată Germană, medaliat olimpic. A participat la o ediție a Jocurilor Olimpice (1972) în care a câștigat o medalie de argint.

## Participări
Lista de mai jos prezintă principalele competiții la care a participat Reinhard Gust de-a lungul carierei.
- rowing at the 1972 Summer Olympics – men's coxed four[*][2]